# Serhiivka, Uleanovka
Serhiivka (în ucraineană Сергіївка) este un sat în comuna Vilhove din raionul Uleanovka, regiunea Kirovohrad, Ucraina.

## Demografie
Componența lingvistică a localității Serhiivka
     Ucraineană (96,3%)
     Rusă (3,7%)
Conform recensământului din 2001, majoritatea populației localității Serhiivka era vorbitoare de ucraineană (96,3%), existând în minoritate și vorbitori de rusă (3,7%).